# 国中地方
国中地方（くになかちほう）は、山梨県の中・西部に当たり、北に八ヶ岳、西に赤石山脈などに囲まれた内陸の地域である。山梨県は、主に笹子峠を境に東西に区切られており、同峠より西側が「国中地方」、東側が「郡内地方」と二地域に区分されている。

## 概要
国中地方の地域区分は峡中・峡北・峡西・峡東・峡南があり、広義のとしてはこの5つの地域をあわせて国中地方と呼ばれている。一方で富士川河谷にあたる峡南地域は甲府盆地と比べて文化などの面で若干の違いが見られるため、「河内（かわうち）」と呼んで区別することがある。この場合、県内は国中・河内・郡内の3地方に分けられ、狭義の国中地方は富士川河谷地域を除いた山梨県中西部となる。
平成の大合併後に地域振興局が再編され、峡中・峡西地域を管轄する「峡中地域振興局」と峡北地域を管轄する「峡北地域振興局」が統合され「中北地域県民センター」となった。このため峡中・峡西・峡北の地域は新たに「中北地域（ちゅうほくちいき）」と呼ばれ、峡東地域・峡南地域とあわせて天気予報などでも使われ始めている。

### 位置
山梨県の西側に位置し、県庁所在地である県内最大の都市の甲府市を含む。

### 産業
国中地方東部では果樹園などが数多く存在し、第一次産業が盛んである。
国中地方南部では林業（第一次産業）や、はんこの製造（第二次産業）などが盛んである。
国中地方中部では加工業や製造業、ICT産業などの第三次産業が盛んである。

### 地理的関係
国中地方が位置する山梨県は距離的な関係から、中部地方に分類されながらも中京圏の愛知県よりも首都圏の東京都との結びつきのほうが強い。

### 地形
- 盆地：甲府盆地
- 高原：清里高原、乙女高原
- 山岳：金峰山、愛宕山、八ヶ岳、甲斐駒ヶ岳、茅ヶ岳、甘利山、北岳、間ノ岳、仙丈ケ岳、観音岳薬師岳、アサヨ峰、小太郎山、千頭星山、櫛形山、甲武信ヶ岳、木賊山、鶏冠山、身延山、七面山、毛無山
- 河川：富士川（釜無川）、荒川、黒沢川、御勅使川、滝沢川、坪川、秋山川、笛吹川、日川、早川、下部川
- 湖沼：臼井沼（現存しない）
- 温泉：信玄の湯 湯村温泉、積翠寺温泉、増富温泉、芦安温泉、金山沢温泉、やまなみの湯、石和温泉、下部温泉、西山温泉、奈良田温泉
- ダム：荒川ダム、大門ダム、上来沢ダム、小樺ダム、広瀬ダム、琴川ダム、上日川ダム、雨畑ダム、西山ダム
- 自然公園：四尾連湖県立自然公園、南アルプス巨摩県立自然公園

### 自治体
- 市：甲府市、山梨市、笛吹市、甲州市、甲斐市、韮崎市、北杜市、南アルプス市、中央市
- 町：中巨摩郡昭和町、西八代郡市川三郷町、南巨摩郡南部町、南巨摩郡身延町、南巨摩郡早川町、南巨摩郡富士川町
- 村：平成の大合併後、域内に村は存在しない。

## 歴史

### 先史
- 約3万年前 - この頃から人々が生活していたことが判明している[1]。

### 古代
- 4世紀後半 - この頃、東日本最大級の前方後円墳の銚子塚古墳（国指定史跡）が造られた[2]。

- 8世紀頃 - 甲斐国設置。東海道に属す。国の中心は現在の笛吹市周辺に置かれたと考えられる[1]。

### 中世
- 1131年頃 - 甲斐国に源義清、清光の親子が入り、甲斐源氏を興したと考えられる[1]。
- 鎌倉時代 - 鎌倉幕府によって甲斐源氏の武田氏が甲斐国守護に任じられた。
- 1281年 - 身延山に久遠寺（日蓮宗総本山）が創建される。
- 室町時代 - 甲府周辺に魚座がひらかれる。

### 戦国時代
- 16世紀 - 戦国大名武田信玄の活躍[1]。躑躅ヶ崎館の整備[1]。甲斐金山の開発。
- 1547年 - 甲州法度次第（信玄家法）が制定される。
- 1560年 - 信玄堤が築かれる。
- 1582年 - 天目山の戦い。戦国大名武田氏滅亡[1]。織田氏のちに徳川氏の支配に[1]。

### 安土桃山・江戸時代
- 旧武田領に加藤光泰、浅野長政ら豊臣系大名が入部。
- 江戸時代 - 初期は甲府藩[1]。1724年、江戸幕府領となって甲府勤番が置かれる[1]。
- 五街道のひとつ、甲州道中が整備される[1]。
- 富士川舟運の発達。

### 明治・大正期
- 1868年 - 官軍の甲府城入城[1]。
- 甲斐府、甲府県を経て山梨県が置かれる[1]。
- ワイン醸造業・製糸業の発達[1][注釈 1]。
- 1911年 - 中央本線の敷設、開業[1]。
- 大正・昭和初期 - 小作争議の多発[1]。

### 昭和以降
- 1982年 - 中央自動車道全線開通。
- 1996年 - リニア実験線設置。
- 1996年 - 日本住血吸虫症終息宣言。
- 2014年 - 中央新幹線着工。

## 地域
観光ガイド形式に、国中地方をJR中央本線沿線（笹子峠 - 小淵沢）・JR小海線沿線（県内区間）、JR身延線沿線（県内区間）、の2つのエリアに分けて、順に紹介する。

### JR中央本線・小海線沿線
中央本線で東京・大月方面から笹子峠の笹子トンネルを抜けると甲州市に入る。中央本線は高低差を稼ぐために大きく迂回して甲府方面を目指す。甲州市や笛吹市、山梨市などの峡東地域は果樹園が特に多く、「勝沼ぶどう郷」という駅が存在するほどである。この果樹園は元々は桑畑っだったところが多いが、1960年代以降桑園に代わって果樹園が急増した。電車が進むと視界が開けてくる。そして甲州市の中心駅である塩山駅に到着する。塩山駅周辺には甲州市役所や甘草屋敷などがある。塩山駅を過ぎると甲府盆地に突入し、傾斜も緩やかになる。石和温泉駅に到着し、駅を出ると駅前に足湯がある。
石和温泉は山梨最大級の温泉街であり、かつて最大だった信玄の湯 湯村温泉をも超える規模である。石和温泉駅を過ぎると景色は一気に都会になり、甲府市になる。次の駅である酒折駅周辺には山梨学院大学や甲斐善光寺などがある。酒折駅を過ぎると静岡県の富士駅から来た身延線と並走し、山梨県の中心駅である甲府駅に到着する。
甲府駅南口には山梨県庁、甲府市役所、日本銀行甲府支店などの官公庁の他に甲府城（舞鶴城）跡などの歴史的建造物もある。甲府駅北口には甲州夢小路や旧睦沢学校校舎、武田神社などの歴史的建造物が残っている。中央本線を進み、次の竜王駅では安藤忠雄が設計したホームを覆う大屋根が特徴の駅がある。竜王駅がある甲斐市は甲府市のベッドタウンとして甲府市と密接な関係を持っている。韮崎駅周辺では七里岩の上に建てられた巨大な平和観音を見ることができる。韮崎駅を過ぎたあたりから市街地を抜け、住宅と田畑が混在した区間になる。この付近から市域が変わり、韮崎市から北杜市となる。そして小淵沢駅に到着する。
小淵沢駅から小海線方面に進むと中央自動車道の小淵沢IC付近を通過し、ホテルなどが多い区間になる。清里駅周辺には清泉寮やサンメドウズ清里スキー場などのレジャー施設が多くなる。そして県境を超えて長野県へと至る。

### JR身延線沿線
甲府駅から身延線に沿っていくと、善光寺駅付近まで中央本線と並走する。途中金手駅があるが、ホームは身延線のみで中央本線は停車しない。善光寺駅は甲斐善光寺に向かうのに近い。線路は大きく右に曲がり南を目指して進んでいく。そして南甲府駅、甲斐住吉駅、国母駅と住宅密集地を突っ切るような形で続く。次の常永駅はイオンモール甲府昭和に向かう人などで身延線の中では混雑している駅である。鰍沢口駅を過ぎると線路は一気に山間部へ突入する。途中の身延駅は身延線山梨県区間の途中駅の中で最大の規模で、身延山久遠寺への玄関口となっている。その後は中部横断自動車道や富士川と並走しながら進んでいき、身延線と富士川は静岡県富士市方面へ、中部横断自動車道は静岡市方面へと至る。

### 選挙区
国政選挙では、国中地方の峡東地域を除く地域で衆議院小選挙区（山梨県第1区）を構成している。

## 各地域

### 峡中
釜無川流域を西限に甲府盆地の西半分に位置する地域。北側は奥秩父山塊が連なるが、南側はほぼ平地である。四方を山に囲まれているためフェーン現象の影響を受けやすい。この一帯は「甲府広域市町村圏」となっており、位置的だけでなく経済的にも「峡（甲斐）の中央」である。
「峡中」の地域呼称は江戸時代から見られ、荻生徂徠『峡中紀行』など本来は国中地方の内部呼称ではなく、甲斐国全域を指す地域呼称として用いられていた。明治4年の廃藩置県を経て、甲斐国の府県名は国中三郡の山梨郡に由来する「山梨県」となったが、明治初期には「山梨県」の府県名に抵抗があり自由民権運動における『峡中新報』や民権派政党名などに盛んに用いられ、郡内地方においても受け入れられていた。明治20年代には「峡中」の使用が減り県全体を指す地域呼称として「山梨」が用いられるようになり、現在はメディアなどを通じて国中地方における地域呼称として定着している。

### 峡北
八ヶ岳を西端とし、甲府盆地の北西部に位置する地域。釜無川を挟んで南側に赤石山脈（南アルプス）、北側に奥秩父山塊がある。八ヶ岳周辺は山岳高原地であるため夏は涼しい一方、冬は「八ヶ岳おろし」という季節風が甲府盆地方面へ吹くため非常に寒く感じる。また比較的に天気が安定しており、年間日照時間が長い地域であることも知られる。戦国時代は馬産地として知られ、武田勝頼によって新府城が建てられたりもした。またバブル景気が到来すると清里高原などでリゾート開発が行なわれている。武川米など県内随一の米どころであるほか、ミネラルウォーターの水源が多く存在する。

### 峡西
峡北から流れてきた釜無川流域の西側に位置する。西側に櫛形山地がありそこから釜無川に向けていくつもの川が流れており、これによってできた国内最大級の御勅使川扇状地をはじめ、いくつもの扇状地が連なっている。この扇状地を利用した果樹栽培が盛んで、一帯にはモモやスモモ、サクランボ畑が多く見られる。櫛形山地の西側には南アルプスがあり、そこに位置している旧芦安村は降雪が多いことから豪雪地帯に指定されている。古くは水害が発生しやすい地域であり、これが影響してか他の地域に比べ歴史的な建造物が少ない。一方で武田信玄による治水事業や戦後の開発および整備により水害の問題が解決されると瞬く間に発展し、近年は甲府都市圏のベッドタウンになっている。
この地域は「峡西」以外にも「小笠原」や「こま野」などの呼称がある。前者は警察署、後者は農業協同組合などで使われていたが、両者とも市町村合併後に市名にあわせた名前に変更されている。

### 峡東
御坂山地（笹子峠）を東限に甲府盆地の東半分に位置する地域。北東から南西にかけて笛吹川が流れており、流域にある曽根丘陵には古墳や遺跡など縄文時代からヤマト王権頃までの遺構が多く見られることから峡中地域に甲斐源氏が台頭するまではこの一帯が山梨の中心部であったとされている。近年は石和温泉が湧き出したことなどから観光地としての整備が進んでいるほか、峡西地域同様扇状地が連なっているため、ブドウなどの果樹栽培が盛んである。
峡東には3市が属しているが、かつての郡部の地理的条件から警察署や消防本部、農業協同組合などにおいて実質上2つに分断されている。

### 峡南
笛吹川と釜無川が合流し、富士川となった流域および早川などその支流域にあたる地域。上述の通り文化の違いから「河内地方」として「国中地方」から分けることがある。富士川を中心に東側に天子山地、西側に赤石山脈と身延山地が連なっている。また太平洋に近いことから多雨であるほか、標高が低く比較的温暖であるため県内各地が雪に見舞われてもこの地域だけ雨の場合が多い。但し赤石山脈に面している早川町は例外で、標高が高いことが影響して降雪が多いことから豪雪地帯に指定されている。世界最古の温泉旅館や南部氏発祥の地、日蓮によって身延山が開かれるなど歴史は古く、中央本線が甲府盆地へ開通するまでは富士川水運によって甲府盆地と海を結ぶ重要な交通路でもあった。また、農作物では南部町の南部茶（日本茶）や富士川町のユズ、身延町のあけぼの大豆、市川三郷町の大塚にんじんの栽培が行われ、市川三郷町の和紙（市川和紙、西嶋和紙）や早川町・富士川町の雨畑硯、市川三郷町六郷地区の印章、身延町のゆばなど地場産業が活発な地域でもある。かつては花火や足袋も製造されていた。
峡南広域行政組合を作り、一つの町で行うことの難しい消防・情報化などの広域的な行政を共同で行っている。また、峡南青年会議所は当該地域を活動範囲としている。

## 交通

### 鉄道
- 東日本旅客鉄道
  - 中央本線
  - 小海線
- 東海旅客鉄道
  - 身延線
  - 中央新幹線（2027年開業予定）
- 山梨交通
  - 山梨交通電車線（1962年廃止）
- 富士山麓電気鉄道
  - 富士急行線

### 主な道路
- E20 中央自動車道
- E52 中部横断自動車道
- 国道20号
- 国道52号
- 国道137号
- 国道140号
- 国道141号
- 国道300号
- 国道358号
- 国道411号
- 国道469号

### 道の駅
- 道の駅しらね
- 道の駅とよとみ
- 道の駅富士川
- 道の駅甲斐大和
- 道の駅しもべ
- 道の駅にらさき
- 道の駅花かげの郷まきおか
- 道の駅みのぶ
- 道の駅はくしゅう
- 道の駅なんぶ
- 道の駅とみざわ
- 道の駅南きよさと
- 道の駅こぶちざわ
- 道の駅みとみ

## メディア
全て甲府市内にある。
- NHK甲府放送局
- 山梨放送
- テレビ山梨

## 著名な出身者

### 政治・行政・司法
- 赤池誠章（参議院議員、元衆議院議員）

- 石橋湛山（第55代内閣総理大臣、第9代郵政大臣、第12-14代通商産業大臣、第50代大蔵大臣、元衆議院議員、元神奈川県鎌倉町会議員、第2代自由民主党総裁）：出生地は東京
- 小沢鋭仁（第13・14代環境大臣、元衆議院議員）
- 河西豊太郎（元衆議院議員）
- 金丸信（元副総理兼民間活力導入担当大臣、第35代防衛庁長官、第3代国土庁長官、第34代建設大臣、元衆議院議員）
- 輿石東（第30代参議院副議長、元参議院議員、元衆議院議員、民主党幹事長、参議院議員会長）
- 後藤斎（公選第18代山梨県知事、元衆議院議員）
- 田邊七六（元衆議院議員、元立憲政友会革新同盟幹事長）
- 中尾栄一（第63代建設大臣、第54代通商産業大臣、第38代経済企画庁長官、元衆議院議員）
- 中島克仁（衆議院議員）
- 堀内光雄（第62代通商産業大臣、第52代労働大臣、元衆議院議員 / 実業家・元富士急行会長）
- 堀内詔子（衆議院議員、ワクチン接種推進担当大臣）堀内光雄の義娘
- 八代英太（本名・前島英三郎）（第65・66代郵政大臣、元衆議院議員、元参議院議員）

### 軍人・自衛隊
- 浅川敏靖（陸軍中将）
- 田村怡与造（陸軍中将）
- 塚原二四三（海軍大将）
- 中沢三夫（陸軍中将）

### 学術・教育・文芸
- 網野善彦（日本中世史、日本海民史）
- 今村都南雄（政治学者、行政学）
- 大村智（有機化学者）ノーベル生理学・医学賞
- 笹本正治（日本中世史、近世史）
- 篠原登（科学者）
- 柴辻俊六（史学、古文書学）
- 井上真（林学・環境社会学）
- 中沢新一（宗教・哲学）
- 中村誠一（考古学）
- 松村恵司（考古学）
- 矢崎光圀（法学）
- 中沢正隆（工学）
- 前嶋信次（イスラーム史、東洋史）
- 宮田律（イスラム地域の政治・国際関係）

### 歴史上の人物
- 春屋妙葩（しゅんおくみょうは）南北朝時代の禅僧（臨済宗）
- 武田信玄（名は晴信。）（戦国時代の大名）
- 山県大弐（やまがた だいに）江戸時代中期の尊王論者
- 竹居安五郎（たけいのやすごろう）江戸時代後期の甲州博徒。
- 黒駒勝蔵（くろこまのかつぞう）竹居安五郎と同じく江戸時代後期の甲州博徒で、安五郎の兄弟分。
- 結城無二三（ゆうきむにぞう）キリスト教の伝道士、新撰組元隊士
- 田村怡与造（たむらいよぞう）（明治時代の陸軍中将、戦略家）